# Betalvägg

Ett exempel på betalvägg där ett meddelande om att registrera sig och betala lägger sig över webbsidan.

Betalvägg avser de tekniker som webbplatser använder för att begränsa åtkomsten till innehåll för icke-betalande besökare.
Tidningar började implementera betalväggar på sina webbplatser i mitten av 2010-talet för att öka sina intäkter, vilka hade minskat till följd av färre läsare av tryckta tidningar och minskade reklamintäkter. Artiklar som varit oskyddade en tid innan de blev tillräckligt populära återfinns ofta  i Internet Archive. 
Vetenskapliga artiklar publicerade online i fackvetenskapliga tidskrifter (eng. scientific journals) ligger ofta bakom betalvägg, men är vanligtvis tillgängliga för forskare och studenter via akademiska bibliotek som prenumererar.

## Hårda och mjuka betalväggar

En mjuk betalvägg som tillåter ett visst antal fria visningar.

En hård betalvägg kräver en betald prenumeration eller avgift för att innehåll över huvud taget ska nås, medan en mjuk betalvägg till exempel kan tillåta att ett visst antal sidor visas varje månad.